# Neuf-Mesnil
Ne doit pas être confondu avec Neufmesnil.
Neuf-Mesnil est une commune française située dans le département du Nord, en région Hauts-de-France.

## Géographie

### Communes limitrophes
|                                   | Feignies    | Maubeuge |
| Vieux-Mesnil (par un quadripoint) | Neuf-Mesnil | Louvroil |
|                                   | Hautmont    |          |

### Hydrographie

#### Réseau hydrographique
La commune est située dans le bassin Artois-Picardie. Elle est drainée par la Sambre canalisée et le ruisseau des Guides,.
La Sambre canalisée est un canal, chenal et un cours d'eau naturel, d'une longueur de 101 km, qui prend sa source dans la commune de Rejet-de-Beaulieu, s'écoule vers le nord-est et franchit la frontière belge au droit de Jeumont. 

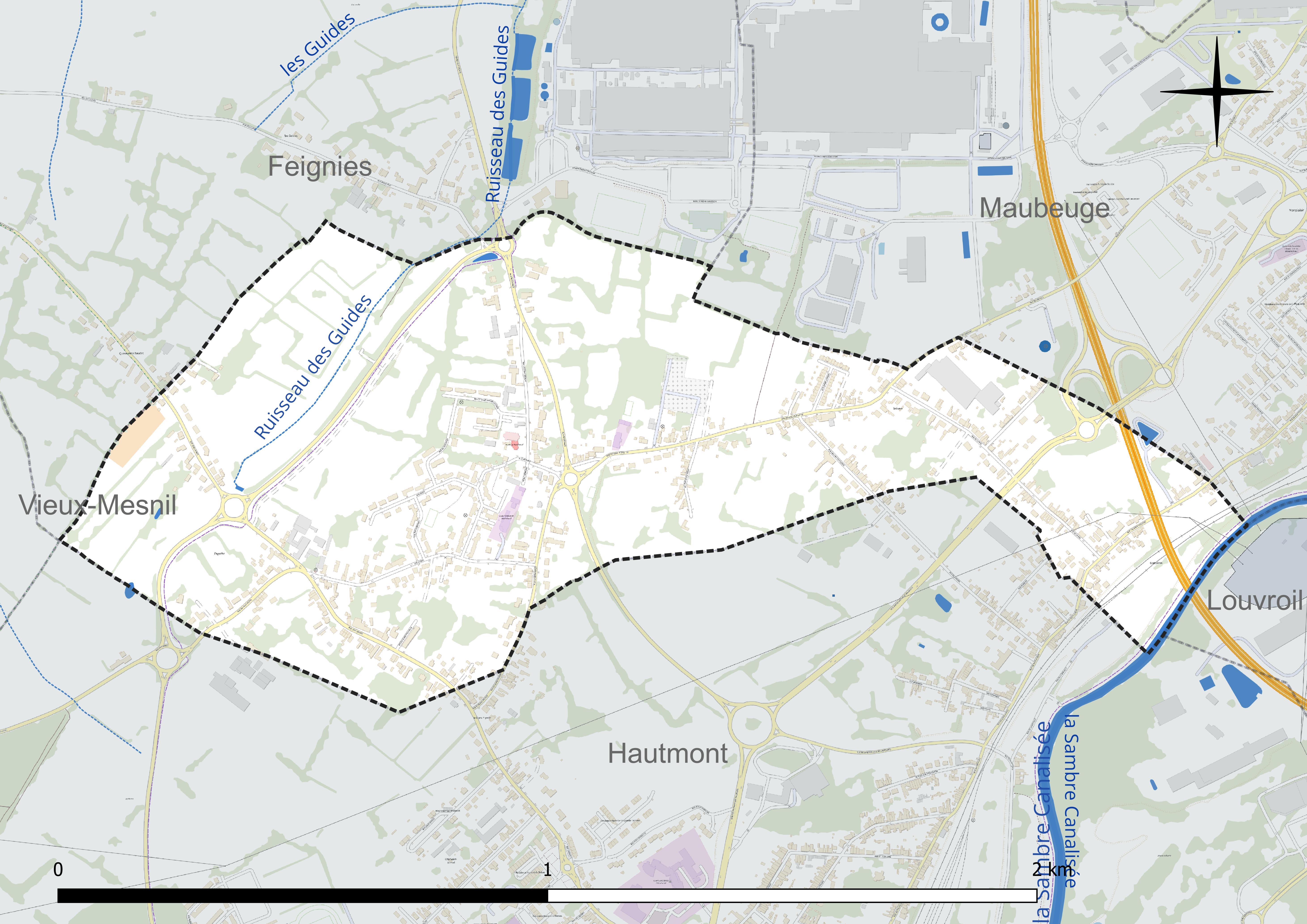
Réseau hydrographique de Neuf-Mesnil.

#### Gestion et qualité des eaux
Le territoire communal est couvert par le schéma d'aménagement et de gestion des eaux (SAGE) « Sambre ». Ce document de planification concerne un territoire de 1 253 km2 de superficie, délimité par le bassin versant de la Sambre. Le périmètre a été arrêté le 1er novembre 2003 et le SAGE proprement dit a été approuvé le 21 septembre 2012, puis modifié le 18 août 2022. La structure porteuse de l'élaboration et de la mise en œuvre est le syndicat mixte du Parc naturel régional de l'Avesnois. 
La qualité des cours d'eau peut être consultée sur un site dédié géré par les agences de l'eau et l'Agence française pour la biodiversité. 

### Climat
Pour des articles plus généraux, voir Climat des Hauts-de-France et Climat du Nord.
En 2010, le climat de la commune est de type climat des marges montargnardes, selon une étude du CNRS s'appuyant sur une série de données couvrant la période 1971-2000. En 2020, Météo-France publie une typologie des climats de la France métropolitaine dans laquelle la commune est exposée à un climat océanique altéré et est dans la région climatique  Nord-est du bassin Parisien, caractérisée par un ensoleillement médiocre, une pluviométrie moyenne régulièrement répartie au cours de l'année et un hiver froid (3 °C). 
Pour la période 1971-2000, la température annuelle moyenne est de 9,7 °C, avec une amplitude thermique annuelle de 15,2 °C. Le cumul annuel moyen de précipitations est de 859 mm, avec 12,6 jours de précipitations en janvier et 10 jours en juillet. Pour la période 1991-2020, la température moyenne annuelle observée sur la station météorologique la plus proche, située sur la commune de Saint-Hilaire-sur-Helpe à 15 km à vol d'oiseau, est de 10,5 °C et le cumul annuel moyen de précipitations est de 802,4 mm,. Pour l'avenir, les paramètres climatiques de la commune estimés pour 2050 selon différents scénarios d'émission de gaz à effet de serre sont consultables sur un site dédié publié par Météo-France en novembre 2022.

## Urbanisme

### Typologie
Au 1er janvier 2024, Neuf-Mesnil est catégorisée ceinture urbaine, selon la nouvelle grille communale de densité à sept niveaux définie par l'Insee en 2022.
Elle appartient à l'unité urbaine de Maubeuge (partie française), une agglomération internationale regroupant 22  communes, dont elle est une commune de la banlieue,,. Par ailleurs la commune fait partie de l'aire d'attraction de Maubeuge (partie française), dont elle est une commune de la couronne,. Cette aire, qui regroupe 65 communes, est catégorisée dans les aires de 50 000 à moins de 200 000 habitants,.

### Occupation des sols
L'occupation des sols de la commune, telle qu'elle ressort de la base de données européenne d'occupation biophysique des sols Corine Land Cover (CLC), est marquée par l'importance des territoires artificialisés (52,9 % en 2018), en augmentation par rapport à 1990 (50 %). La répartition détaillée en 2018 est la suivante : 
zones urbanisées (49,3 %), prairies (47,1 %), zones industrielles ou commerciales et réseaux de communication (3,7 %). L'évolution de l'occupation des sols de la commune et de ses infrastructures peut être observée sur les différentes représentations cartographiques du territoire : la carte de Cassini (XVIIIe siècle), la carte d'état-major (1820-1866) et les cartes ou photos aériennes de l'IGN pour la période actuelle (1950 à aujourd'hui).

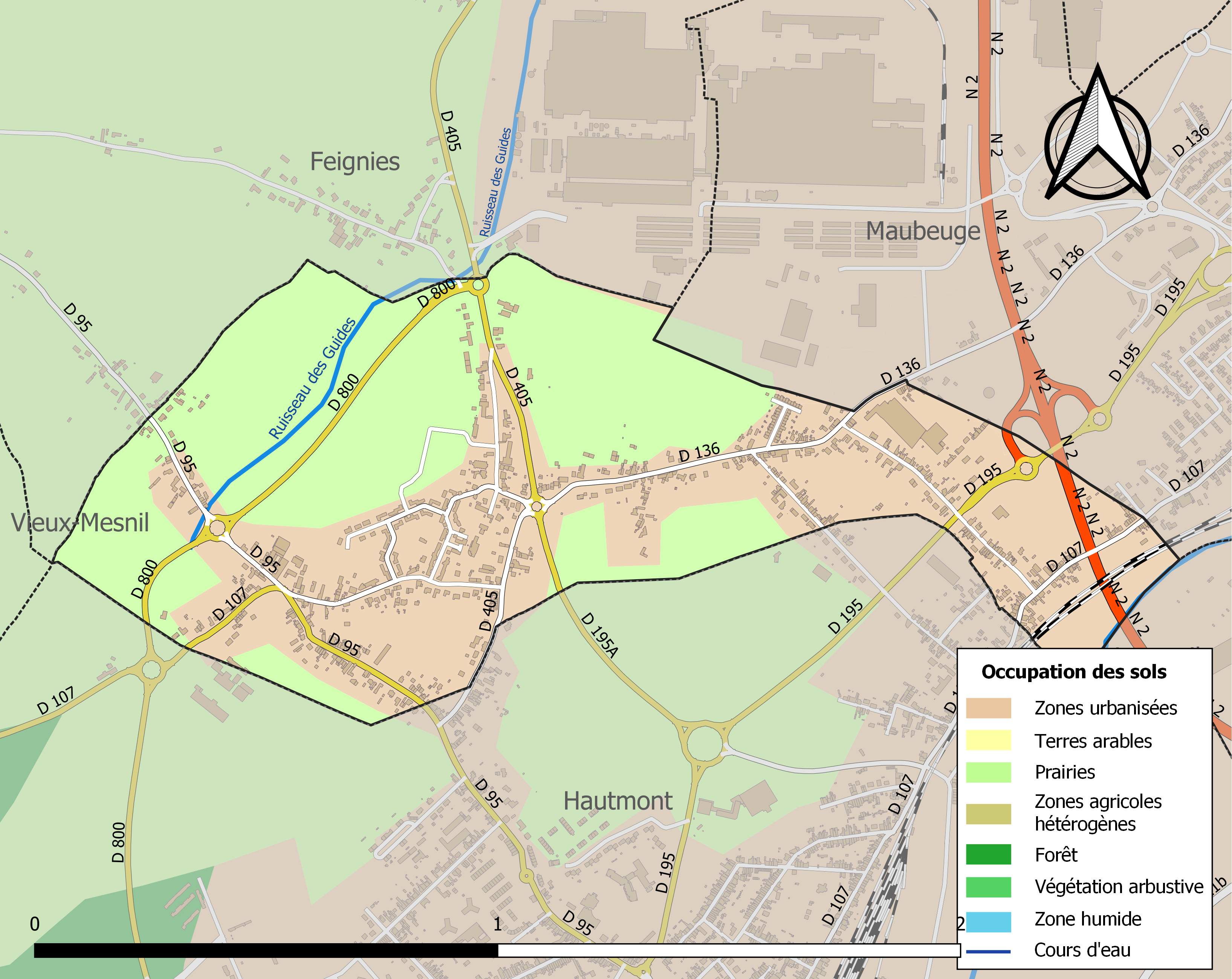
Carte des infrastructures et de l'occupation des sols de la commune en 2018 (CLC).

### Voies de communication et transports
La commune est desservie, en 2024, par les lignes B, D, 57, 62 et 64 du réseau Stibus.

## Toponymie
Neuf-Mesnil tient son nom d'une ferme qui fut le noyau primitif du village.
« Mesnil », toponyme très répandu en France, à partir du Mansionem, le bas latin a créé un nouveau terme dérivé du mot latin mansionile, diminutif de mansio, demeure, habitation, maison. Devenu en français médiéval maisnil, mesnil, « maison avec terrain ».

## Histoire
Cette paroisse existait déjà au XIIe siècle. Les chanoinesses et les sœurs noires de Maubeuge s'y partageaient la dîme. En 1773 la commune ne compte que neuf feux et 84 habitants.
La commune a été touchée le 3 août 2008 par une violente tornade ayant également frappé les communes environnantes particulièrement Hautmont et Boussières-sur-Sambre.

## Politique et administration
Maire en 1802-1803 : Michel J. Lion.
Maire en 1807 : Demoulin.

Maire en 1939 : Lemoine.
| Période                                  | Période                    | Identité       | Étiquette | Qualité                        |
| ---------------------------------------- | -------------------------- | -------------- | --------- | ------------------------------ |
| mars 1977                                | août 2007                  | Michel Quentin | PCF       | Décédé en cours de mandat      |
| septembre 2007                           | En cours (au 4 avril 2014) | Daniel Leferme | PS        | Réélu pour le mandat 2014-2020 |
| Les données manquantes sont à compléter. |                            |                |           |                                |

## Population et société

### Démographie

#### Évolution démographique
L'évolution du nombre d'habitants est connue à travers les recensements de la population effectués dans la commune depuis 1793. Pour les communes de moins de 10 000 habitants, une enquête de recensement portant sur toute la population est réalisée tous les cinq ans, les populations de référence des années intermédiaires étant quant à elles estimées par interpolation ou extrapolation. Pour la commune, le premier recensement exhaustif entrant dans le cadre du nouveau dispositif a été réalisé en 2008.

En 2022, la commune comptait 1 296 habitants, en évolution de −3,07 % par rapport à 2016 (Nord : +0,51 %, France hors Mayotte : +2,11 %).
| 1793 | 1800 | 1806 | 1821 | 1831 | 1836 | 1841 | 1846 | 1851 |
| ---- | ---- | ---- | ---- | ---- | ---- | ---- | ---- | ---- |
| 576  | 146  | 181  | 166  | 191  | 193  | 209  | 230  | 245  |

| 1856 | 1861 | 1866 | 1872 | 1876 | 1881  | 1886  | 1891  | 1896  |
| ---- | ---- | ---- | ---- | ---- | ----- | ----- | ----- | ----- |
| 336  | 465  | 705  | 755  | 953  | 1 251 | 1 407 | 1 516 | 1 726 |

| 1901  | 1906  | 1911  | 1921  | 1926  | 1931  | 1936  | 1946  | 1954  |
| ----- | ----- | ----- | ----- | ----- | ----- | ----- | ----- | ----- |
| 2 007 | 1 842 | 1 922 | 1 740 | 1 841 | 1 860 | 1 722 | 1 642 | 1 793 |

| 1962  | 1968  | 1975  | 1982  | 1990  | 1999  | 2006  | 2008  | 2013  |
| ----- | ----- | ----- | ----- | ----- | ----- | ----- | ----- | ----- |
| 1 939 | 1 804 | 1 761 | 1 456 | 1 388 | 1 381 | 1 290 | 1 264 | 1 313 |

| 2018  | 2022  | - | - | - | - | - | - | - |
| ----- | ----- | - | - | - | - | - | - | - |
| 1 324 | 1 296 | - | - | - | - | - | - | - |

#### Pyramide des âges
La population de la commune est relativement jeune.
En 2018, le taux de personnes d'un âge inférieur à 30 ans s'élève à 38,9 %, soit en dessous de la moyenne départementale (39,5 %). À l'inverse, le taux de personnes d'âge supérieur à 60 ans est de 24,2 % la même année, alors qu'il est de 22,5 % au niveau départemental.
En 2018, la commune comptait 628 hommes pour 696 femmes, soit un taux de 52,57 % de femmes, légèrement supérieur au taux départemental (51,77 %).
Les pyramides des âges de la commune et du département s'établissent comme suit.
| Hommes | Classe d’âge | Femmes |
| ------ | ------------ | ------ |
| 0,6    | 90 ou +      | 0,4    |
| 4,3    | 75-89 ans    | 7,5    |
| 16,9   | 60-74 ans    | 18,5   |
| 17,8   | 45-59 ans    | 18,5   |
| 19,7   | 30-44 ans    | 17,5   |
| 18,2   | 15-29 ans    | 17,5   |
| 22,5   | 0-14 ans     | 20,0   |

| Hommes | Classe d’âge | Femmes |
| ------ | ------------ | ------ |
| 0,5    | 90 ou +      | 1,4    |
| 5,3    | 75-89 ans    | 8,1    |
| 14,8   | 60-74 ans    | 16,2   |
| 19,1   | 45-59 ans    | 18,4   |
| 19,5   | 30-44 ans    | 18,7   |
| 20,7   | 15-29 ans    | 19,1   |
| 20,2   | 0-14 ans     | 18     |

## Culture locale et patrimoine

### Lieux et monuments
- Mairie de 1892.
- Église Saint-Nicolas du XIIe siècle, restaurée vers 1884-85.
- Monument aux morts.
- Kiosque à musique, type kiosque à danser, du XIXe siècle.
- Stèle Carlos-Jeoffroy du XIXe siècle.
- Calvaire et chapelles.

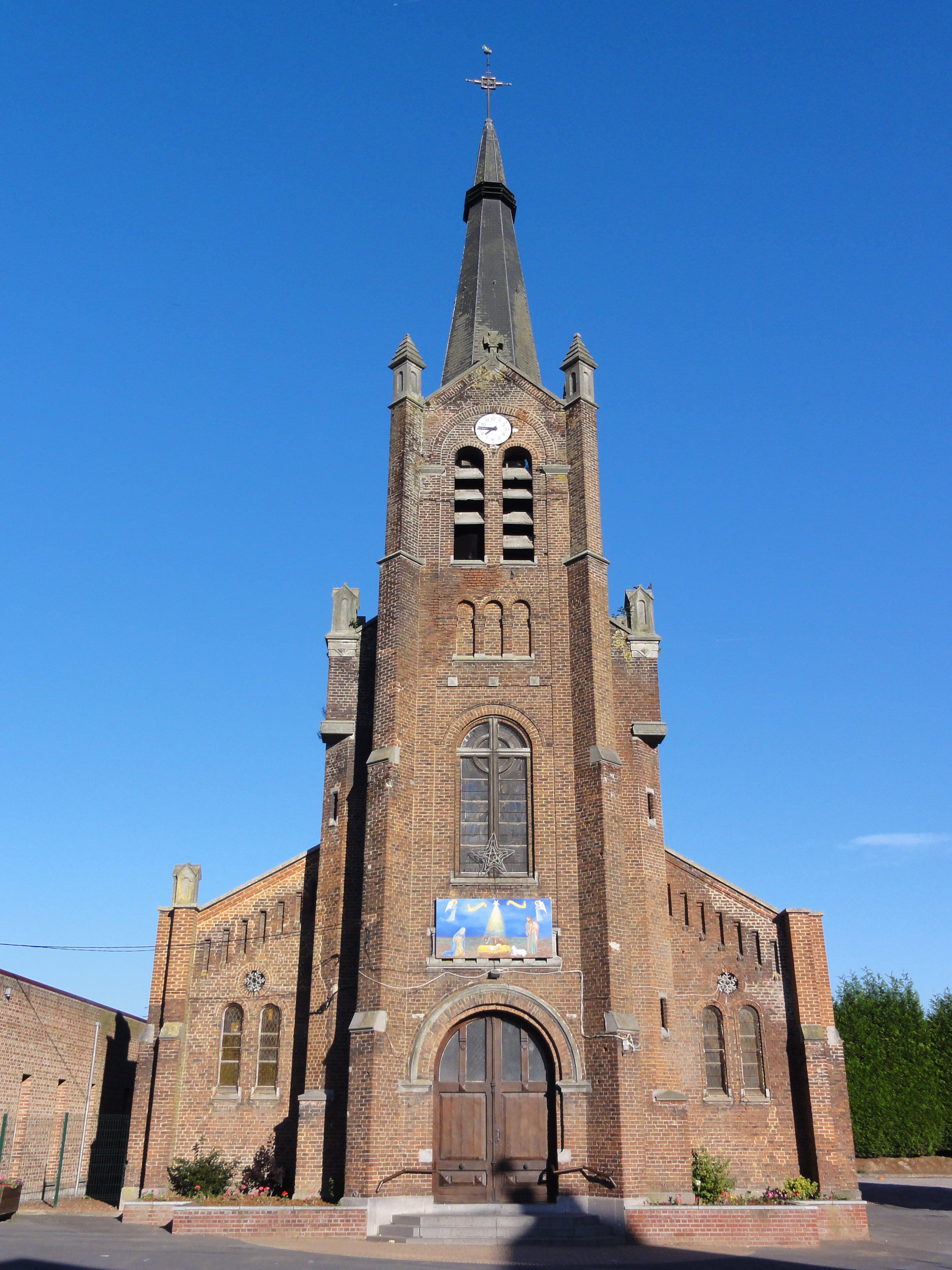
Église, façade.
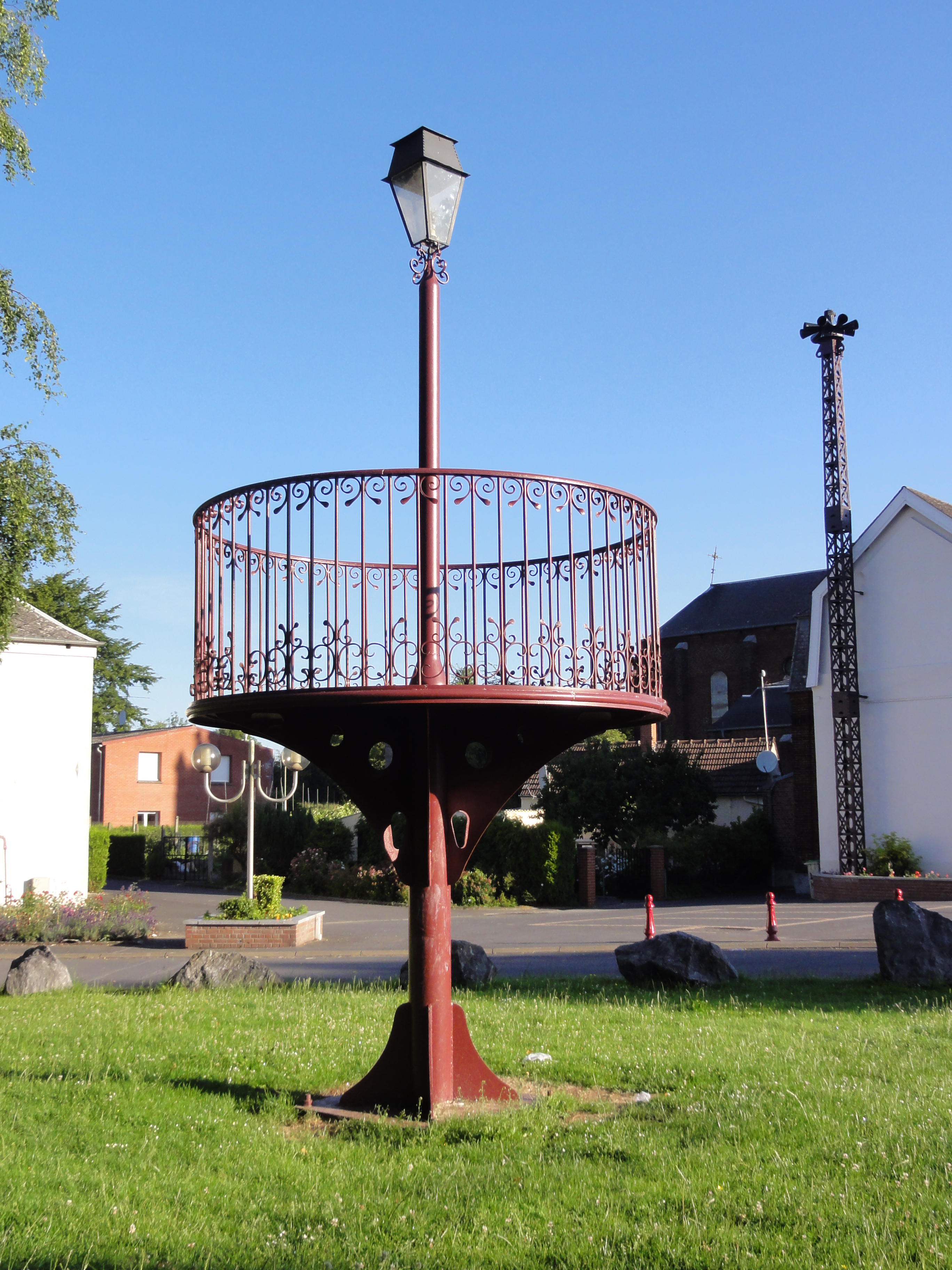
Kiosque à musique, type kiosque à danse.
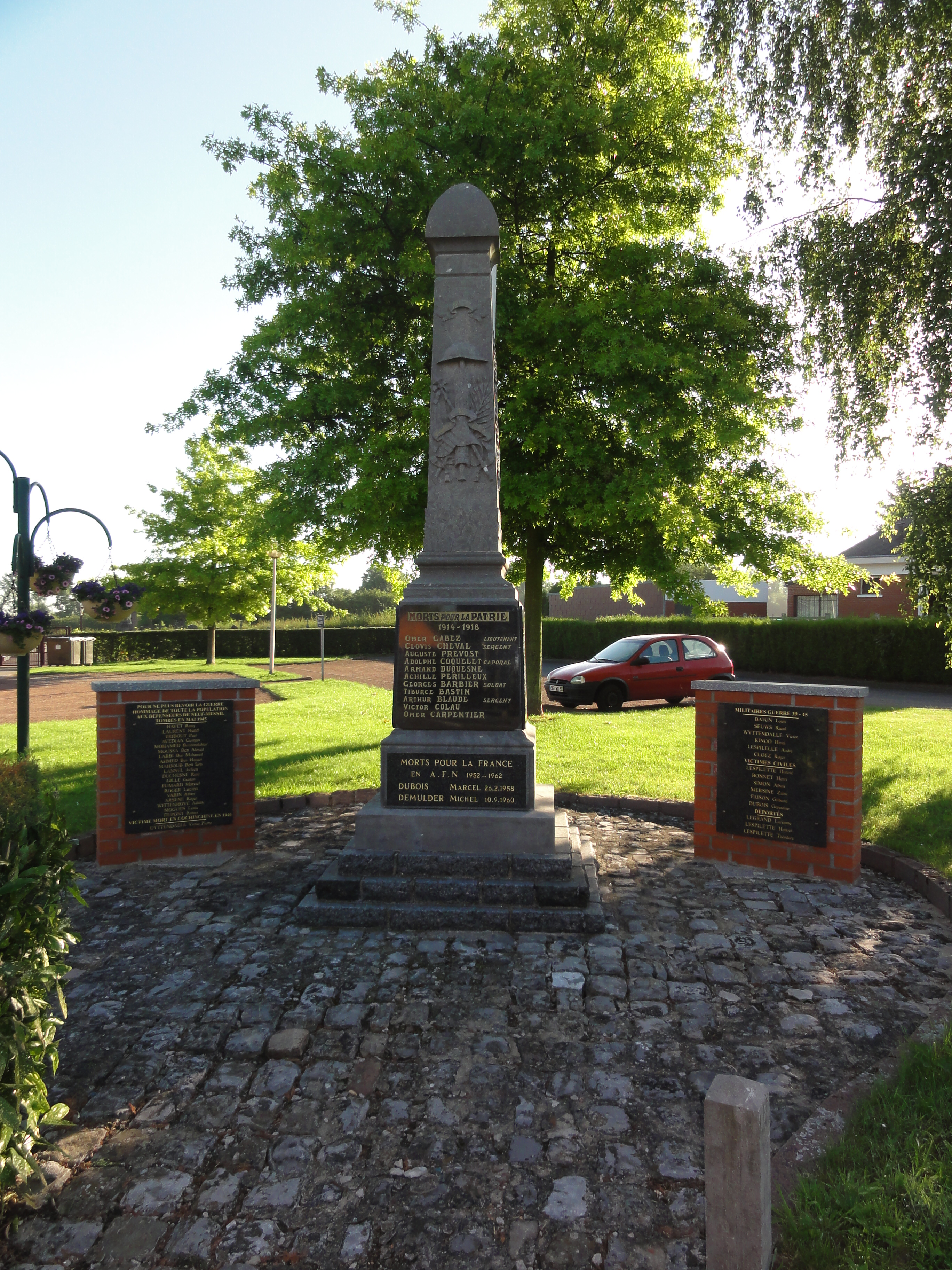
Monument aux morts.
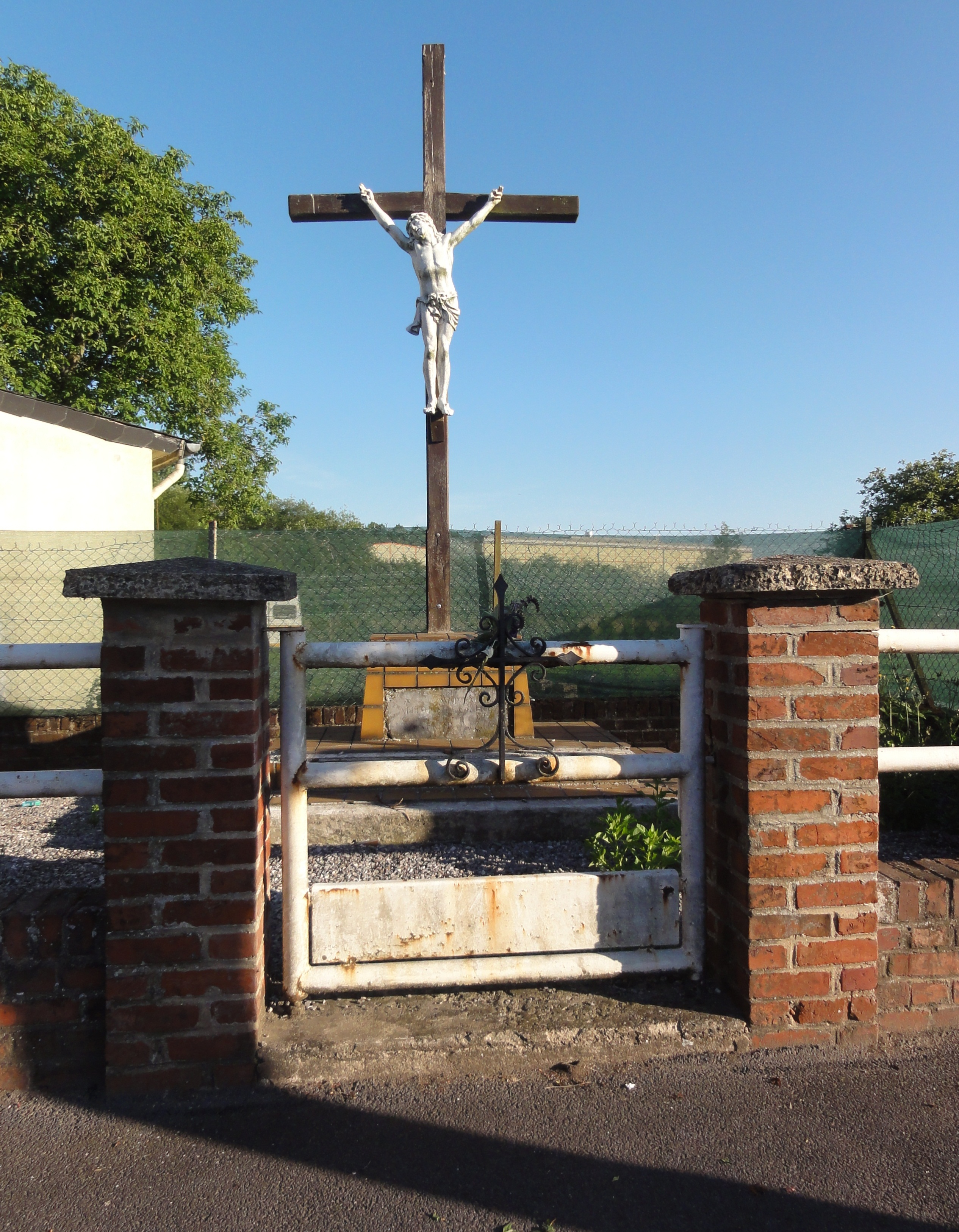
Calvaire.
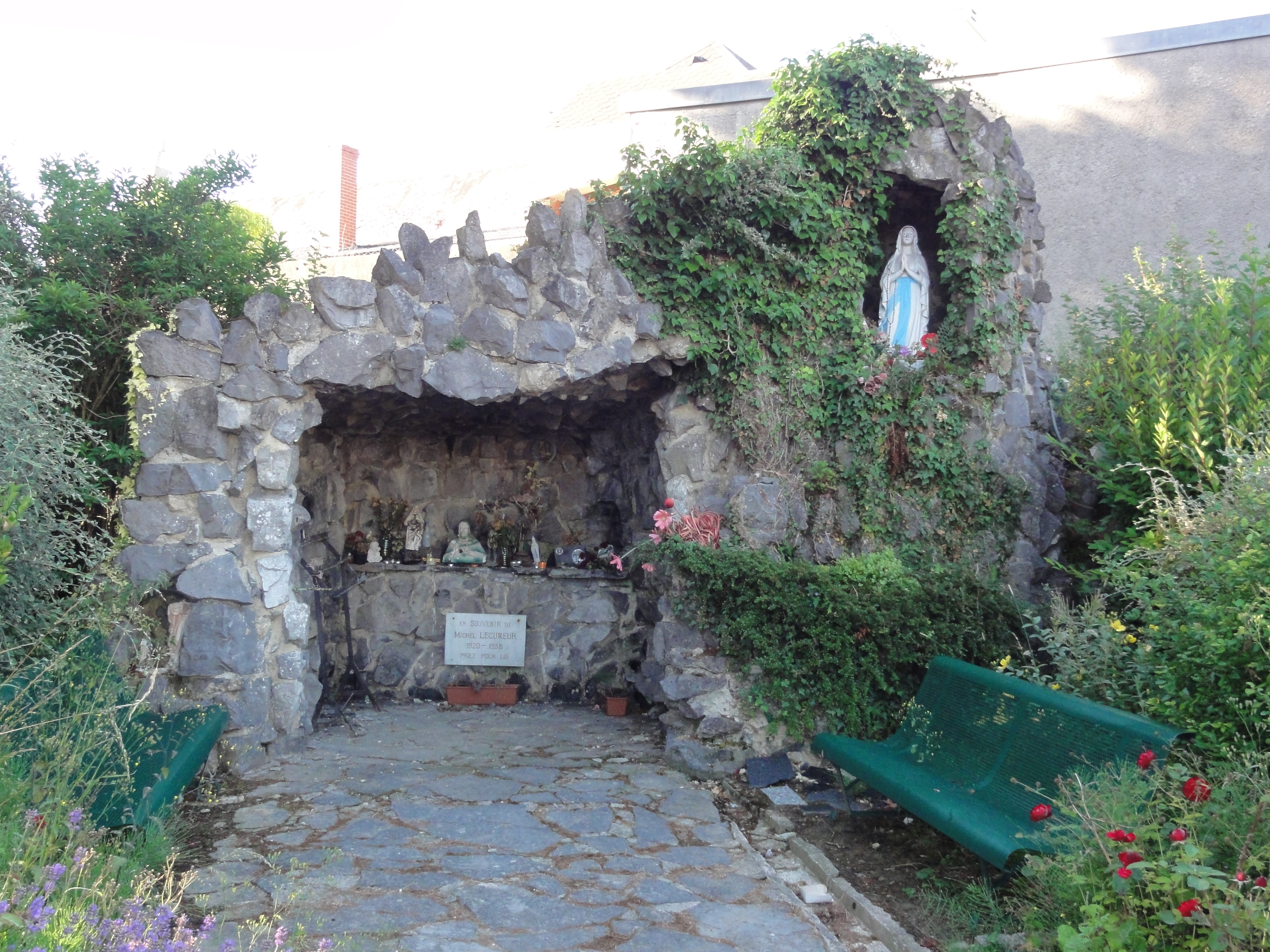
Grotte de Lourdes.
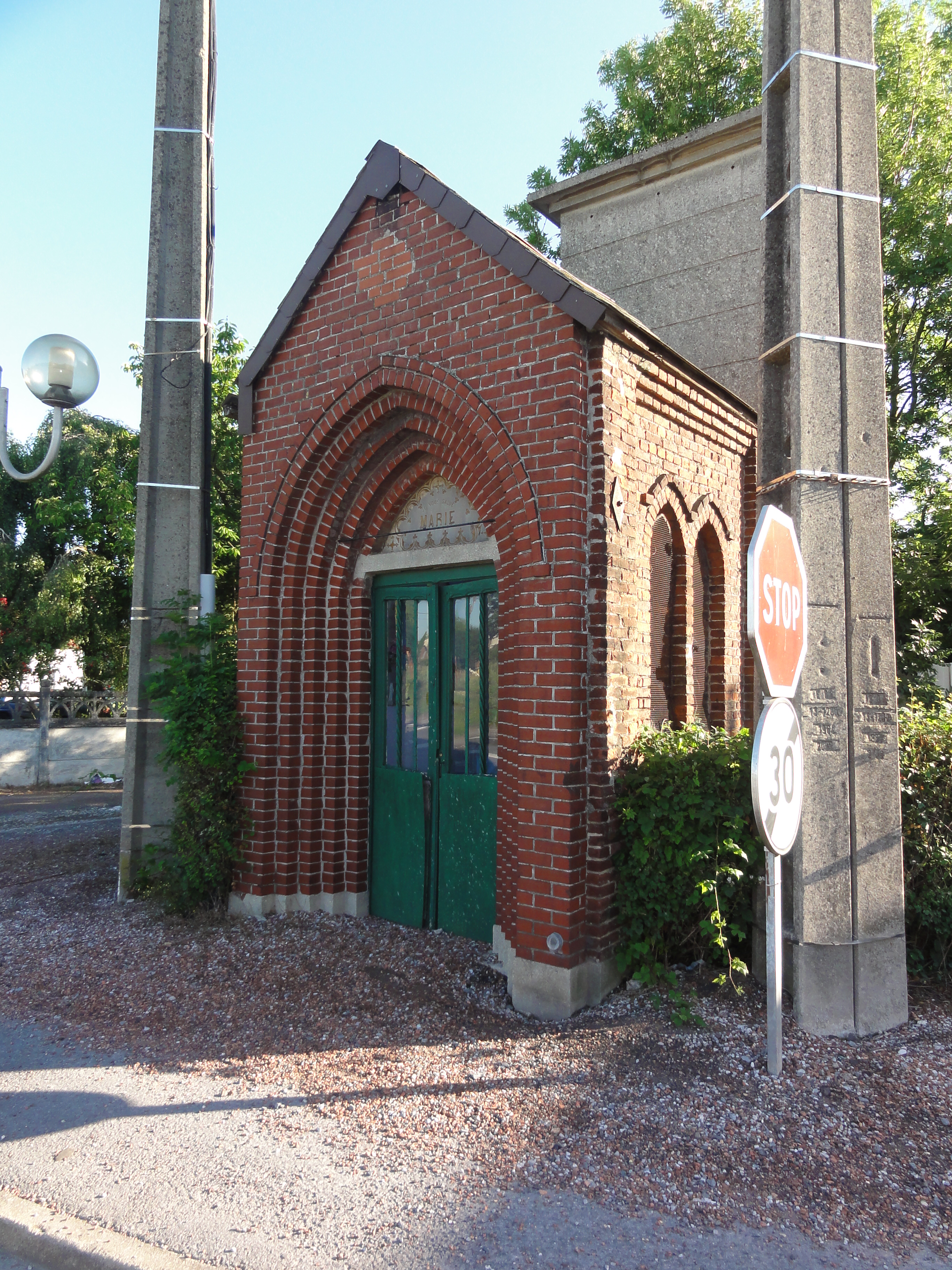
Chapelle Marie.

### Personnalités liées à la commune
- Louis Béguet: joueur de rugby à XV
- Ernest Revenu, maître d'armes, y est né.

### Héraldique
|  | Les armes de Neuf-Mesnil se blasonnent ainsi : « De gueules à la bande de vair ». |

## Pour approfondir